# Chang'an, Chongqing
Chang'an (kinesiska: 长安) är en socken i sydvästra Kina. Den ligger i Fengjie härad i storstadsområdet Chongqing, omkring 320 kilometer nordost om det centrala stadsdistriktet Yuzhong. Antalet invånare är 11 976. Befolkningen består av 5 760 kvinnor och 6 216 män. Barn under 15 år utgör 22,0 %, vuxna 15-64 år 66 %, och äldre över 65 år 11,0 %.  Chang'an är en etnisk minoritetssocken (族乡,"zu xiang") för tujia-folket. 